# Mount Ratz
Der Mount Ratz ist ein 3090 m hoher Berg in der kanadischen Provinz British Columbia.

## Lage
Der Berg befindet sich 75 km nordöstlich von Petersburg (Alaska) im Stikine Icecap, 6 km östlich der Grenze zu Alaska. Er bildet die höchste Erhebung der gesamten Boundary Ranges, die zu den Coast Mountains zählen. Die Nordostflanke des Mount Ratz wird über den Triumph-Gletscher nach Nordnordosten zum Triumph Creek, einem Nebenfluss des Chutine River, entwässert. An der Südostflanke befindet sich das Nährgebiet des Baird-Gletschers. An der Südwest- und Nordwestflanke liegt das Nährgebiet des Dawes-Gletschers.

## Umliegende Berge und Gipfel
Knapp 1000 m westsüdwestlich befindet sich der 3022 m hohe Südwestgipfel des Mount Ratz. 4,4 km nördlich des Mount Ratz erhebt sich der Mussell Peak (3065 m), 2,9 km westlich von diesem der Noel Peak (3062 m).

## Besteigungsgeschichte
Die Erstbesteigung gelang Fred Beckey und Daniel Davis am 2. August 1964. Die Aufstiegsroute führte über die Ostwand und den Nordost-Pfeiler.

## Namensgebung
Benannt wurde der Berg nach William F. Ratz, einem Landvermesser und Ingenieur der International Boundary Survey.